# Chingy
Chingy, de son vrai nom Howard Bailey, Jr., né le 9 mars 1980 à Saint-Louis, dans le Missouri, est un rappeur et acteur américain. Il joue en tournée aux côtés de Nelly en été 2002 et devient un protégé de Ludacris, qui le signe à son nouveau label de l'époque Disturbing tha Peace (DTP) record label. Le tube Right Thurr, publié en 2003, le popularise dans le monde du rap. Le premier album de Chingy, Jackpot, se vend à deux millions d'exemplaires. Son deuxième album, Powerballin', est publié en 2004 et accueilli d'une manière mitigée par la presse spécialisée. Il publie ensuite son album Hate It or Love It en 2007, au label DTP records. The Richest estime sa fortune à 10 millions de dollars.

## Biographie

### Jeunesse
Chingy a grandi dans une banlieue de Saint-Louis et a appris très vite à rapper car il enregistrait déjà des morceaux dès l'âge de dix ans qu'il les vendait dans la rue aux passants,. Cependant, Saint-Louis est une ville où la culture hip-hop n'est pas très développée, et aucun rappeur, jusqu'à Nelly, ne pouvait se vanter d'avoir réussi en venant de cette ville. C'est d'ailleurs Nelly qui repère Chingy et le fait passer en première partie de ses concerts dans le Missouri. Mais, lorsque Nelly lui propose un contrat dans son label, Chingy préfère signer sur le label Disturbing Tha Peace du rappeur Ludacris pour lancer sa carrière au niveau national.

### Carrière
Après quelques mois d'enregistrement et des apparitions dans certaines chansons de ses acolytes de Disturbing Tha Peace, Chingy publie son premier single, Right Thurr. D'abord destiné aux boîtes de nuit, le titre rencontre un succès tel que la maison de disques décide de le faire passer en radio et de tourner un clip qui obtint beaucoup de temps de passage sur la chaîne MTV. Le single se classe 2e au Billboard Hot 100. Chingy publie ensuite un deuxième single en duo avec Snoop Dogg et Ludacris, Holidae In, qui rencontre le même succès, tout comme le troisième et dernier, One Call Away. Avec l'aide de ses hits, le premier album de Chingy, Jackpot, publié le 15 juillet 2003 se vend à plus de deux millions d'albums sur le sol américain, soit presque autant que la meilleure vente de son patron Ludacris avec son album Word of Mouth.
Seulement, moins de six mois après ses succès, et à la surprise générale, Chingy quitte Ludacris et son label Disturbing Tha Peace, pour des raisons financières. En réalité, Chingy se montre très surpris de la façon dont Ludacris distribuait les royalties obtenues grâces à ses hits, et après un clash avec le patron, décide de faire sa route en solo. Ceci a provoqué une vague de diss songs à son encontre de la part de Ludacris, auxquelles Chingy a répondu, lui aussi, tout en chansons. Voyant son jeune acolyte prendre un mauvais tournant dans sa carrière, Nelly a lui aussi tenté de le rappeler à l'ordre dans un de ses titres, Another One, ce qui n'a fait qu'amplifier la haine de Chingy à son encontre. C'est dans cet univers hostile que le jeune rappeur publie son deuxième album intitulé Powerballin' le 16 novembre 2004, classé 10e du Billboard Hot 100. Malgré une première semaine de ventes inquiétante et un premier (et seul) single peu joué en radio et peu vendu, cet opus finira tout de même par atteindre la barre du million d'unités écoulées, mais reste considéré comme un échec.
Après deux ans d'absence, durant lesquelles il fonde son propre label, Slot-a-Lot Records, Chingy revient dans les bacs avec un nouvel album, Hoodstar. Voulant renouer avec le succès, Chingy fait appel à des producteurs à succès tels que Jermaine Dupri et Timbaland. Malgré un bon premier single, Pulling Me Back et une première semaine de ventes encourageante (il vend plus de 85 000 albums[réf. nécessaire]), son opus se morfond rapidement dans les profondeurs du Top Album américain. Son deuxième single, Dem Jeans, est en duo avec Jermaine Dupri.

## Discographie

### Albums studio
- 2003 : Jackpot
- 2004 : Powerballin'
- 2006 : Hoodstar
- 2007 : Hate It or Love It

### Mixtapes
- 2009 : Fresh Thug Vol.1 (avec DJ Noize)
- 2009 : Global Warning (avec DJ Woogie)
- 2010 : Success & Failure
- 2012 : Jackpot Back (avec DJ Ill Will)
- 2013 : Chances Make Champions (avec DJ Noize)

### EP
- 2005 : Pick 3
- 2013 : Chingologie : 9 Year Theory

### Singles
- 2003 : Right Thurr
- 2003 : Holidae In (feat. Snoop Dogg & Ludacris)
- 2004 : One Call Away (feat. J-Weav)
- 2004 : I Like That (Houston feat. Chingy, I-20 & Nate Dogg)
- 2004 : Balla Baby
- 2005 : Don't Worry (feat. Janet Jackson)
- 2006 : Pulling me Back (feat. Tyrese)
- 2006 : Dem Jeans (feat. Jermaine Dupri)
- 2007 : Fly Like Me (feat. Amerie)
- 2008 : Gimme Dat (feat. Ludacris & Bobby Valentino)
- 2011 : Paperman
- 2018 : Sparks Fly